# Sri Lanka na Letnich Igrzyskach Olimpijskich 2000
Sri Lankę na Letnich Igrzyskach Olimpijskich 2000 reprezentowało 18 zawodników - 9 mężczyzn i 9 kobiet.

## Zdobyte medale
| Medal  | Zawodnik              | Dyscyplina    | Konkurencja          |
| ------ | --------------------- | ------------- | -------------------- |
| Srebro | Susanthika Jayasinghe | Lekkoatletyka | Bieg na 200 m kobiet |